# Grotte de Santimamiñe
La grotte de Santimamiñe est une grotte ornée située dans la commune de Kortezubi, dans la province de Biscaye, au Pays basque, en Espagne,. Elle abrite des peintures pariétales datées du Magdalénien (entre 18 000 et 14 000 ans avant le présent (AP). Considérée comme un site préhistorique majeur de la Biscaye, elle est inscrite sur la liste du Patrimoine mondial de l'Unesco depuis 2008, au sein de l'ensemble dénommé Grotte d'Altamira et art rupestre paléolithique du Nord de l'Espagne. Elle est protégée comme Bien d'intérêt culturel depuis 1984 (cote RI-51-00095165).

## Situation et toponymie

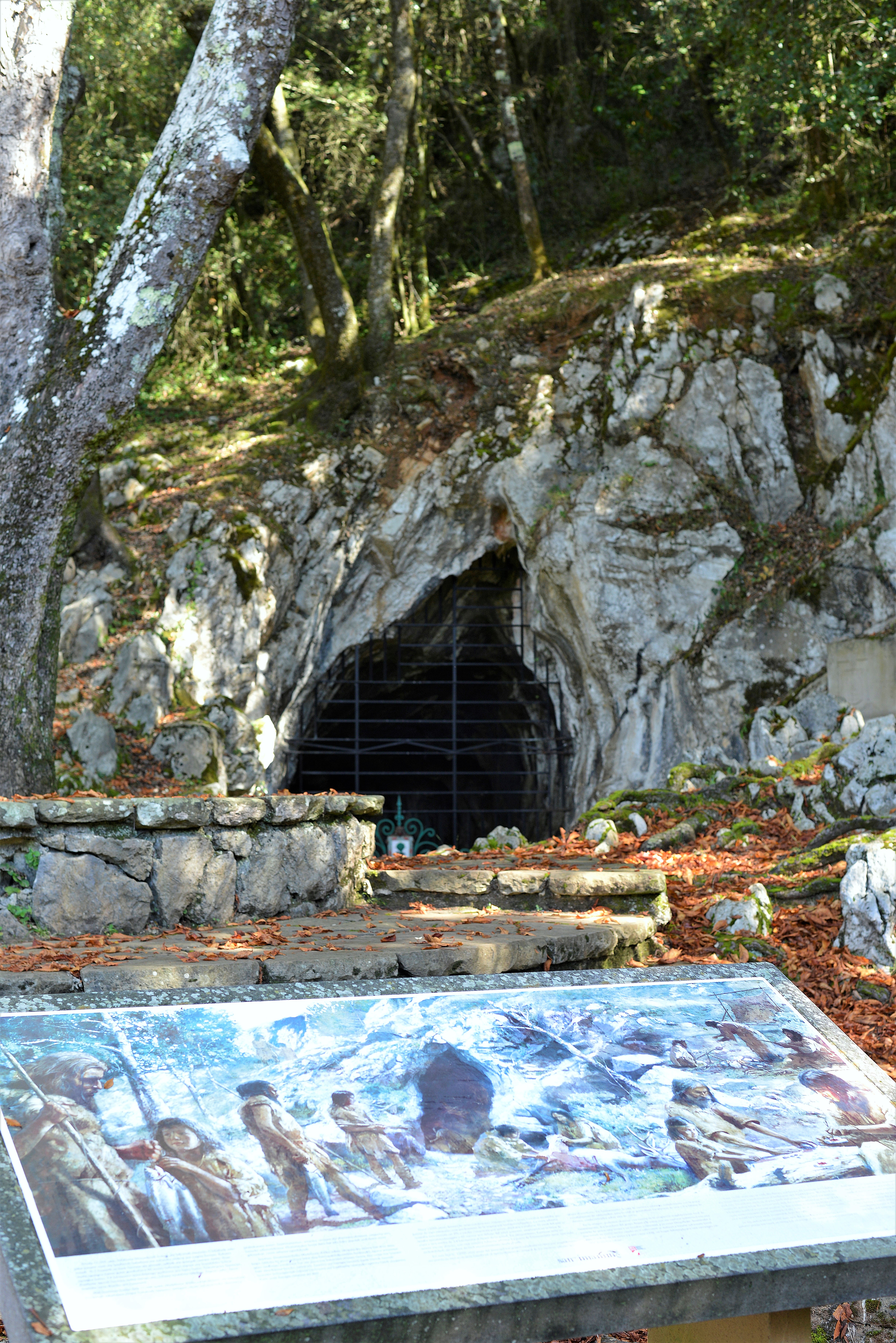
Entrée de la grotte

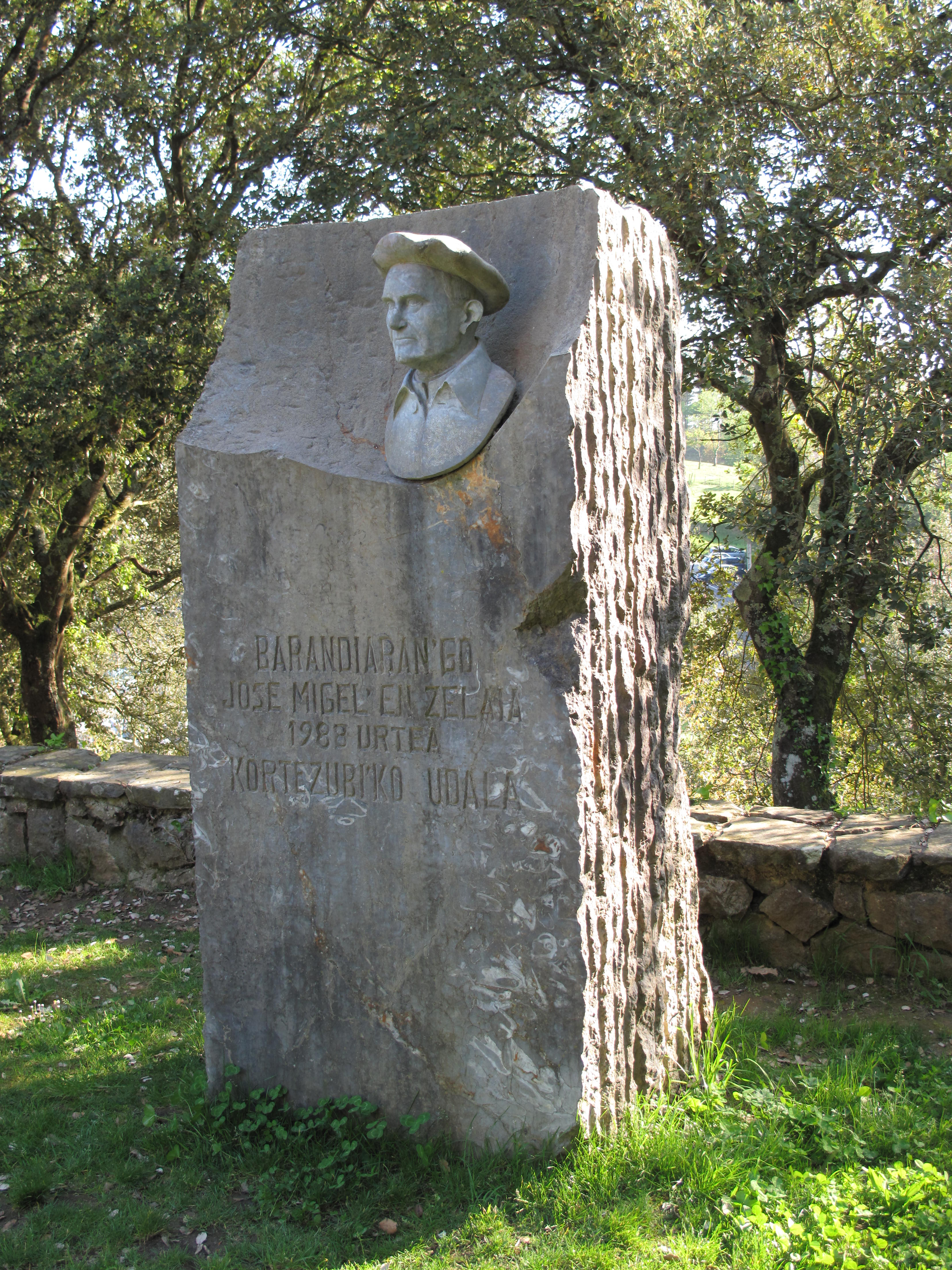
Monument à José Miguel de Barandiarán, près de la grotte

La grotte de Santimamiñe est située dans le quartier Basondo de Kortezubi, une ville proche de Guernica, dans la réserve de biosphère d'Urdaibai, au pied du mont Ereñozar (448 m), à 150 m d'altitude, près de l'ermitage de San Mamés (Santi Mamiñe en basque), d'où elle tire son nom. La grotte a d'abord été appelée cueva de Basondo, et c'est ainsi qu'elle est décrite dans les archives de sa découverte et de ses premières explorations. On y trouve aussi quelques mentions en tant que cueva de Cortézubi.
La grotte est située en face du Bosque de Oma (es), également appelé forêt enchantée d'Oma, car il abrite l'œuvre artistique réalisée par le peintre et sculpteur basque Agustín Ibarrola (es).

## Historique
Au cours des deux premières décennies du XXe siècle, les découvertes de grottes ornées du Paléolithique supérieur se sont multipliées en Espagne. En 1916, des enfants partis en quête d'aventure ont pénétré dans la grotte. Ils ont rompu des stalactites géantes et ont découvert un passage par lequel ils sont entrés. Ils ont alors découvert les peintures, mais sans leur accorder d'importance. Peu de temps après, le 7 août 1916, le compositeur Jesús Guridi séjournait dans une station thermale de Kortezubi. Le fils du propriétaire, José F. Bengoechea, lui raconta que lors d'une excursion en janvier de la même année avec des amis, ils avaient vu des dessins de "chiminos" (dessins tracés au « charbon de bois ») dans une grotte de la région. Intéressé par l'histoire, le compositeur basque organisa une excursion avec Bengoechea et le reste des enfants. Le 11 août 1916, le compositeur entra avec eux dans la grotte, vérifiant qu'il s'agissait de peintures pariétales. Guridi communiqua la découverte à Bilbao à Manuel Losada, membre de la Commission des monuments de Biscaye, qui après avoir accompagné Guridi à la grotte, en donna officiellement connaissance à ladite commission, dans une réunion relatée au procès-verbal du 15 mai 1917, au cours de laquelle le compositeur fut invité à présenter les détails de sa découverte,.
Après la découverte, la grotte fut examinée par l'abbé Henri Breuil, invité par la Commission des monuments de Biscaye, le 16 septembre 1917. Il fit la première certification de l'antiquité des peintures. Plusieurs études suivirent. L'étude principale fut réalisée entre 1917 et 1918, avec la participation de Telesforo de Aranzadi, José Miguel de Barandiarán Ayerbe et Enrique Eguren. Cette étude portait sur l'entrée et la salle principale de la grotte. D'autres études ont été réalisées et publiées sur le reste de la grotte, comme celle de J.M. Apellániz en 1960 et celle de Xabier Gorrotxategi pour sa thèse de doctorat.
Au cours des deux dernières décennies du XXe siècle, les dommages causés aux peintures par l'ouverture au public ont été évalués. Ces études ont conclu à la nécessité de limiter l'accès au site pour éviter de modifier les conditions environnementales du microclimat existant dans la cavité. Les mesures adoptées alors, en 1997, consistaient à limiter les visites à 75 personnes par jour et à fermer la salle principale des peintures.
En 2006 la grotte a été totalement fermée au public et des mesures supplémentaires ont été prises pour préserver les peintures. Ces actions de conservation comprenaient le démantèlement des installations d'éclairage et la limitation des visites à l'entrée de la cavité, là où les fouilles archéologiques ont été effectuées, laissant le reste de la grotte dans l'obscurité et accessible uniquement pour la recherche et l'entretien. Depuis, il est prévu de mettre en œuvre un plan de fouilles archéologiques systématiques qui complèterait celui réalisé entre 2004 et 2006, dans lequel de très bons résultats ont été obtenus.
En 2008 la grotte a été incluse dans la liste de l'ensemble dénommé Grotte d'Altamira et art rupestre paléolithique du Nord de l'Espagne, inscrit par l'Unesco au Patrimoine mondial. Cet ensemble comprend 18 sites, tels que la grotte d'Ekain et la grotte d'Altxerri, au Pays basque.

## Description

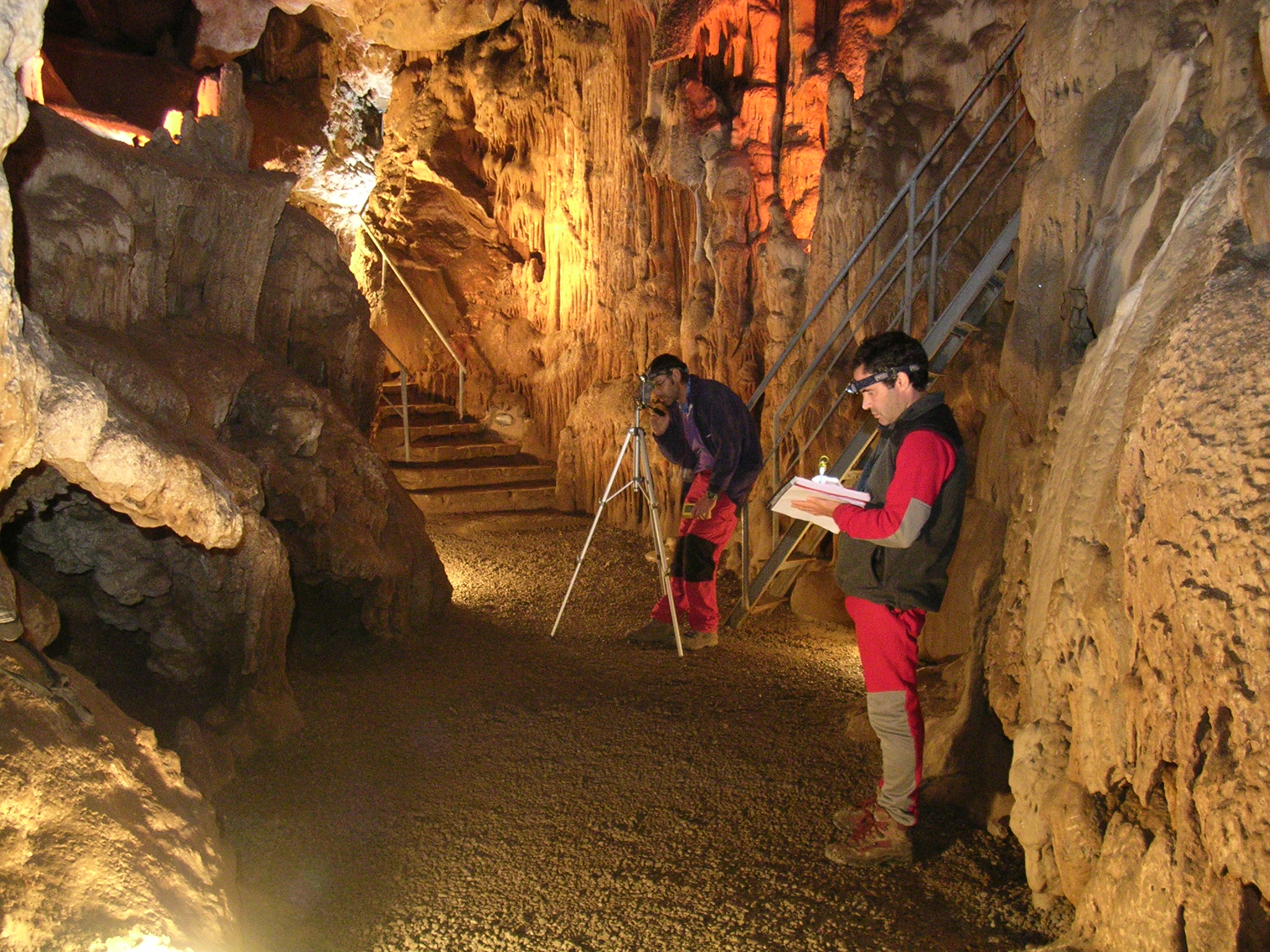
Intérieur de la grotte

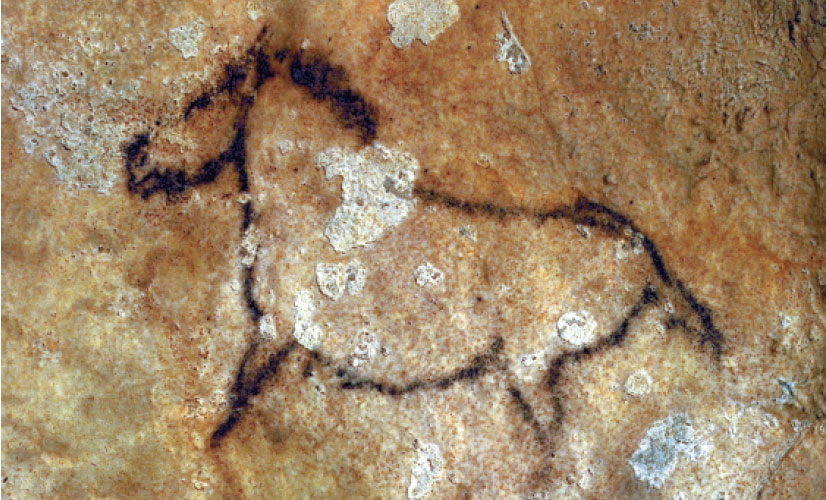
Représentation d'un cheval

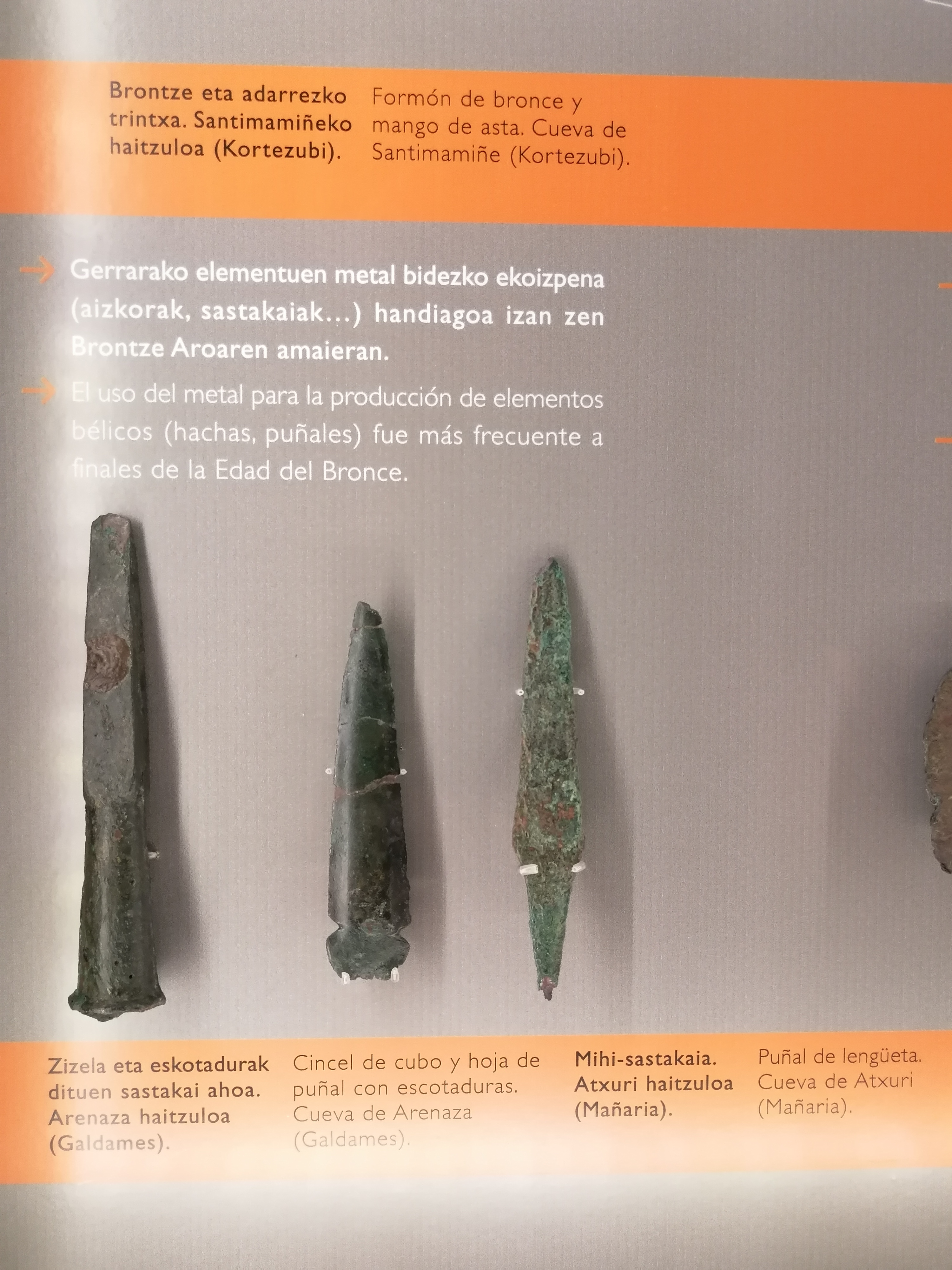
Industrie lithique

La grotte de Santimamiñe mesure 365 m de long. Elle abrite d'abondantes formations calcaires, dont de nombreuses stalactites et stalagmites qui forment de curieuses figures. Des rideaux de carbonate de calcium de différentes couleurs se sont formés en fonction des oxydes charriés par l'eau.
À environ 60 m de l'entrée, en haut à gauche, s'ouvre une étroite galerie qui s'élargit en deux parties : la première est l'antichambre des peintures et l'autre est la salle principale.
L'entrée de la grotte a livré lors des fouilles des vestiges allant du Paléolithique supérieur à l'époque romaine. Un conchero (amas de coquilles) a été découvert qui témoigne de l'importance des coquillages dans l'alimentation des hommes préhistoriques. Le niveau archéologique le plus important est celui du Magdalénien, auquel appartiennent les peintures pariétales.

## Art pariétal
La grotte comporte 47 peintures et gravures pariétales. Elles représentent toutes des animaux (32 bisons, 7 caprinae, 6 chevaux, 1 cervidae et 1 ursidae). Toutes les figures sont peintes en noir monochrome. Le matériau utilisé pour leur exécution est le charbon de bois.
Les premières figures peintes apparaissent une dizaine de mètres après l'entrée. Dans l'antichambre se trouve un grand groupe de figures très détériorées, où se détachent des chevaux et des bisons. La salle principale est de forme quadrangulaire, mesurant 4 m de longueur, 3 m de largeur et 3,50 m de hauteur. Elle abrite l'ensemble le plus spectaculaire de tout le site. On y trouve d'abord un groupe de bisons gravés et peints. Dans le panneau principal, au-dessus et à droite de la stalagmite conique où se trouvent les figures précédentes, apparaissent 8 bisons, un cheval et une ligne arquée.
Plus loin, dans ce qu'on appelle la zone profonde, à une centaine de mètres de l'entrée, se trouve un autre ensemble de figures parmi lesquelles se détachent un bison et un cheval.

## Détérioration par les visites
Sur la base de l'étude réalisée à la fin du XXe siècle, la fragilité de l'ensemble pictural a été confirmée et des mesures ont été prises pour limiter les visites et fermer la salle principale des peintures. Il a également été confirmé que les infrastructures mises en place dans la grotte pour faciliter sa visite par le public étaient très nocives, notamment l'éclairage, qui stimule la croissance de colonies de micro-organismes et de végétation, notamment dans les zones éclairées en permanence. L'éclairage a également une influence sur la température de la grotte. Les structures métalliques produisent une oxydation et une condensation qui doivent être évitées.
Un autre facteur remarqué est l'augmentation du dioxyde de carbone produit par les visiteurs, à laquelle s'ajoute l'augmentation de la saleté, une partie provenant de l'extérieur et l'autre partie de la poussière qui monte à l'intérieur.

## Reconstitution virtuelle
Le Département de la culture de la députation forale de Biscaye a lancé le projet culturel « Santimamiñe, un paysage ancien », dans lequel est réalisé un accès virtuel en 3D qui se déroule dans un espace aménagé dans l'ermitage de San Mamés.
Les visiteurs, munis de lunettes spéciales, se promènent dans la grotte, au cours de laquelle ils reçoivent des explications dans la langue choisie. La reconstitution a été réalisée grâce à un travail préalable de numérisation de la grotte et de prise de photographies numériques haute définition, à partir desquelles un modèle tridimensionnel complet de tout l'espace a été obtenu.